# ハッピー・ザ・マン
ハッピー・ザ・マン（Happy the Man）は、1973年にマディソン大学で結成されたアメリカのプログレッシブ・ロック・バンド。バンドは結成以来、ワシントンD.C.を拠点としている。ハッピー・ザ・マンという名前は、1972年のジェネシスのシングルではなく、ゲーテの『ファウスト』と聖書に由来している。

## 略歴

### 初期（1973年–1976年)
このグループは、1973年にバージニア州ハリソンバーグで結成された。ギタリストのスタンリー・ウィテカーとベーシストのリック・ケネルは、1972年にドイツで初めて出会った。ウィテカーの父は陸軍将校で、その4年前に故郷のミズーリ州からドイツに移住していた。ケネルが徴兵されてドイツに駐留し、2年間の軍務に就く間、同じ米国人駐在員のキーボード奏者デヴィッド・バッハとシェイディ・グローヴ（Shady Grove）を結成していた。2人はケネルが1972年半ばにシェイディ・グローヴのライブを観覧したときに出会い、イギリスのプログレッシブ・ロックに対する共通の愛に気づき、一緒にバンドを結成することを決意した。卒業間近のウィテカーは間もなく米国に戻る予定だったが、ケネルはしばらく帰国する予定がなかった。しかしケネルは、インディアナ州フォートウェインでウィテカーが10代の頃に結成したバンド「ゼルダ」の元メンバー2人の連絡先をウィテカーに教えた。ドラマーのマイク・ベックと、歌手兼フルート奏者のクリフ・フォートニーで、2人ともバージニアへの移住に同意した。当時、ジェームズ・マディソン大学の学生であるウィテカーが、サックス奏者兼ピアニストのフランク・ワイアットと出会ったことで、バンドのオリジナル・メンバーが完成した。ワイアットは後にこう回想している。
「講師はジョージ・ウェスト博士で、授業の初日だった。その非常に大きな教室にはおそらく60人ほどの生徒がいて、ウェスト博士はピアノで2つの音を弾いて誰が音程を言えるかを見て、クラスの雰囲気を探ろうとしていた。授業中のある時点で『属七の和音だ……ヘンドリックス!』と叫ぶ声が聞こえた。それがスタンだった。私はこの長髪で痩せた男と会うようになり、私たちはすぐに親しい友人となった」。
しかし、このラインナップは長くは続かなかった。JMUのピアノ教師の息子であるキット・ワトキンスが早い段階でバッハの代わりを務めたからだ。1974年1月にケネルがようやくドイツから戻ったとき（初期の公演は彼なしで行われた）、ウィテカーの弟ケン（キリスト教に強く影響されていた）がハッピー・ザ・マンと名付けたバンドは、ようやく活動を開始できた。
バンドの初期のレパートリーには、ジェネシスの「Watcher of the Skies」、キング・クリムゾンの「21世紀のスキッツォイド・マン」、ヴァン・ダー・グラフ・ジェネレーターの「Man-Erg」など、カバー曲が数多く含まれていたが、すぐにフォートニー、ワトキンス、ウィテカー、ワイアットが書いたオリジナル曲が数を上回り、ワイアットが新曲の大部分を提供した。1975年に彼らはワシントンD.C.の近くに引っ越し、そこでWGTB（ジョージタウン大学ラジオ）のDJたちの注目を集め、その地でのバンドのブレイクに貢献した。ラジオ局は彼らの音楽を流し、インタビューを放送し、コンサートの告知やスポンサーも行い、リスナーの目に触れさせ続けた。
1974年、再びメンバー変更が行われ、フォートニー（フルートの勉強を続けたいと希望）に代わって、インディアナ出身の旧友ダン・オーウェンが加入した。しかし、オーウェンのバンド在籍期間は短く、1975年初頭に彼が脱退した後、バンドは彼を交代させず、よりインストゥルメンタルな楽曲にすることを選んだ。ボーカリストの雇用は頻繁に議論されたが、結局は復活しなかった。フロントマンにスポットライトを当てることには強い抵抗があり、代わりにウィテカーがバンドのキャリアを通じてすべてのボーカルを担当した。
その年の後半、彼らはハリソンバーグからワシントンD.C.に移転することを決定し、デイヴ・ナップの助けを借りてそれを実現した。彼らはすぐに、バンドが何度も演奏する人気の会場であるザ・セラー・ドアとマネジメント契約を結んだ。セラー・ドアは彼らのマネージメント会社となり、レコード会社との交渉を手助けし、1976年夏にはニューヨークでアメリカの伝説的な音楽プロデューサー、クライヴ・デイヴィスの前でショーケースを開催した。プレゼンテーションの後、クライヴは次のようにコメントした。「ワオ。この音楽はよくわからない。私には到底理解できないけれど、私のA&R責任者であるリック・チェルトフが、君たちは素晴らしいので契約すべきだと言っている。アリスタへようこそ」。
1976年6月28日、ジェネシスを脱退した後、ソロ・バンドのミュージシャンを求めていた元ジェネシスのフロントマン、ピーター・ガブリエルが、アーリントンにあるバンドの自宅にオーディションのためにやって来て、バンドに新しく書いた曲のいくつかを披露した。その中には「Slowburn」という曲もあり、彼らはそれをリハーサルした。最終的にガブリエルはハッピー・ザ・マンを雇わないことにしたが、この注目度の高い出会いが、アリスタ・レコードとの5年間の複数アルバム契約を獲得する上で重要な役割を果たした。

## アリスタ時代（1976年–1978年）
ハッピー・ザ・マンによるセルフタイトルのデビューLPは、1976年の終わりごろにA&Mスタジオで録音され、ケン・スコット（マハヴィシュヌ・オーケストラ、スーパートランプ、デヴィッド・ボウイとの活動で彼らに強い印象を残した）がプロデュースを担当し、1977年にリリースされた。このアルバムにはボーカル付きの曲が2曲のみ収録されている（どちらもウィテカーが歌った曲）。
1977年の大部分はツアーに費やされた。ハッピー・ザ・マンのマネージメントは、フォリナー、ルネッサンス、ツトム・ヤマシタ、ジェファーソン・エアプレインの派生バンドであるホット・ツナなど、さまざまなアーティストのサポート・ツアーに彼らを参加させ、ロングアイランドのフィールド・ハウスにおいて1万人近くの観客の前で演奏を行った。
1977年後半、ベックがバンドを脱退し、ロン・リドルが代わりに参加した。その後、バンドは2枚目のアルバム『クラフティー・ハンズ』を録音した。この時、ボーカルが入ったのは「Wind Up Doll Day Wind」という1曲だけで、これもまたウィテカーが歌った。このアルバムでは、当時あまり知られていない地元のギター製作者、ポール・リード・スミスが作ったギターをスタンリーが演奏している。スタンリーは、現在ではサンタナ「I PRS」に似ている6弦ギターと、6/12弦ダブルネックのカスタム・ギターを演奏した。12弦ギターのパートと、『クラフティー・ハンズ』の「Ibby It Is」のギター ソロは、彼のPRSダブルネックで演奏されている。

## 解散（1978年–1979年）
『クラフティー・ハンズ』が商業的に大きなインパクトを残せなかったため、アリスタ・レコードとの契約は解消された。バンドはひるむことなく活動を続け、アルバム完成後にバンドを脱退したリドルの代わりに、元エルドンおよびクリアライトのフランス人ドラマー、ココ・ルーセルを起用した。1978年の終わりごろ、バンドはライブ・レパートリーに新曲を加え始め、その後の数か月で次のリリースに十分な素材が集まった。このリリースは『Labyrinth』という仮題が付けられ、1979年2月にバージニア州レストンのバンド・ハウスでデモが行われた。しかし、バンドは新しい契約を結ぶことができず、1979年5月27日（ルーセルがバンドに加入したちょうど1年後）、キット・ワトキンスはイギリスのバンド、キャメルに移籍するため脱退を発表した。残ったメンバーは解散前にジェームズ・マディソン大学で最後のライブを行い、ウィテカーとケネルはすぐにハッピー・ザ・マンの元キーボード奏者デヴィッド・バッハと新しいバンド、ヴィジョンを結成した。『Labyrinth』の楽曲の大半は、1983年まで未発表のままだったが、ワトキンス自身のレーベル「Azimuth」から『ベター・レイト (サード)』 というタイトルで発表された（後のCD再発盤には、同じセッションからの2つの追加トラック「Who's in Charge Here」と「Such a Warm Breeze」が追加された）。

## 狭間の年（1979年–2000年）
キャメル陣営にいた頃、ワトキンスはハッピー・ザ・マンのトラック「Eye of the Storm」を、キャメルの1979年にアリスタからリリースされたアルバム『リモート・ロマンス (I Can See Your House from Here)』に再録音し、さらにハッピー・ザ・マンのトラック「Labyrinth」と「While Crome Yellow Shine」を、1980年のソロ・アルバム『Labyrinth』に録音した。このアルバムは元ハッピー・ザ・マンのドラマー、ココ・ルーセルの協力を得て録音された。ワトキンスとルーセルは、1980年から1981年にかけて、ボルチモア – DC 周辺でバック・テープを使ってデュオとして演奏し、1984年のデュオ・アルバム『In Time』とルーセルの1992年のソロCD『Reaching Beyond』でコラボレーションを行った。
ハッピー・ザ・マンは、プログレッシブ・ロック界でカルト的な人気を保っており、インターネット、iTunes、Amazon、キット・ワトキンスのCDリマスターや再発、さまざまなアーカイブ・リリースによって、彼らの音楽への関心が高まっている。
1990年、1974年から1975年までのデモを集めたコンピレーション『Beginnings』が、キットによってキュニフォーム・レコード・レーベルの「Wayside Music Archive」シリーズの一部としてリリースされた。これは、クリフ・フォートニーとのオリジナル・ラインナップにまで遡る、これまで未発表の楽曲をすべて収録したものである。
1999年、キュニフォームは2枚目のアーカイブCD『デス・クラウン』をリリースした。これは主にタイトル・トラックの組曲として構成されており、ワイアットが作曲し、1974年にダン・オーウェンがバンドに在籍していたときにバンドのリハーサル・ルームで録音された40分間の壮大な曲である。CDには、アリスタ・レコードからのデビュー・リリースで初めてリリースされたトラック「New York Dream's Suite」の初期バージョンも収録されており、こちらもオーウェンがボーカルを務めている。
フランク・ワイアットによると、「Death's Crown (An Afterlife Fantasy)」は次のように誕生した。
1974年、ニューヨーク大学の演劇教授エドワード・ケネストリックはニューヨークを離れ、かつてマディソン大学で教鞭をとっていたハリソンバーグへと戻った。そこで彼はハッピー・ザ・マンと出会い、その後3年間、彼らと仕事をし、照明やマルチメディア・デザイン、ツアーのディレクションを行った。バンドのメンバーのほとんどは貧困で、フード・スタンプとパートタイムの仕事で生き延びていた。しばらくの間、バンド全員がハリソンバーグの倉庫で一緒に暮らしていた。
ケネストリックはハリソンバーグ郊外のディナー・シアター、ザ・ブラックフライアーで頻繁に活動した。ケネストリックが監督した『The Fantasticks』など、数人のバンド・メンバーがそこでの公演に出演した。
ケネストリックは、お気に入りの人物の1人、タロットの吊られた男についての作品のアイデアをバンドに持ちかけた。ワイアットはそれを実行に移し、この作品はダンスとマルチメディアを使ったライブ・パフォーマンスとして開発された。ワイアットとケネストリックの話し合いの中で、この作品は「死の王冠」と改名され、他のバンド・メンバーも同意した。1975年12月下旬にブラックフライアー劇場で1回だけ公演が行われた。ブラックフライアー劇場の専属振付師ナンシー・ジョー・モリッシーが振付し、非常に好評だったが、その後同じ形式では再び上演されることはなく、劇場の短命な性質がもたらす悪影響を証明した。バンドは、この作品の音楽をいくつかのバージョンで演奏し続け、「Open Book Without Words」は「Open Book」に退化した。投影も続けられたが、ミュージシャン以外のライブ・パフォーマーはいなかった。
その後、1976年にハッピー・ザ・マンはアリスタ・レコードのクライヴ・デイヴィスと契約し、グロリアの弟であるボブ・スタイネムがバンドのマネージャーになった。その間、バンドはスタイネムが借りたバージニア州ウィンチェスターの家に暮らした。ケネストリックは友人のロイド・ハルバーソンと一緒に、ロイドのダッジ・ピックアップでニューヨークとバージニア州を行き来していた。バンドのメンバー、特にフランク・ワイアットはニューヨークを頻繁に訪れ、マンハッタン26番街にあるケネストリックのロフトに滞在した。これらの訪問がワイアットの「New York Dreams Suite」を作曲するインスピレーションとなった。
当時、バンドと仕事をしていた他のヴィジュアル・アーティストには、スティーヴン・ウィット、スージー・ラポルド（フランクの当時のガールフレンド）、ジェフ・ガリンガー、ジョン・ホーンバーガーがおり、いずれもフォート・ウェイン出身だった。彼らは、フィルモア・イーストでのケネストリックの作品にインスピレーションを得たライト・ショー効果（彼のニューヨーク大学オフィスは2番街にあり、窓から手を伸ばしてFEのバナーに触れることができた）や、素晴らしい芸術作品の写真を使ったスライド・ショーを提供した。ヴィジュアルはバンドの音楽に合わせており、内容は反戦的なものが多かった。ニューヨークへの旅にはアリスタとの契約も含まれており、オーディションはハルバーソンのスケジュールと移動手段によって実現した。
また1999年には、アリスタのアルバムがキット・ワトキンスによってリマスターされ、米国ではワン・ウェイ・レコード、欧州ではムゼアによって再発された。アルバムの欧州版には、ライナー・ノーツに伝記が掲載された。

## 再結成（2000年–2005年）
過去10年間に何度か試みが失敗に終わった後、このグループは「NEARfest 2000」で再結成を果たした。これは、フェスティバルのプロモーターから、ハッピー・ザ・マンは「NEARfest」に歓迎されるだろうという提案がウィテカーになされたためである。ラインナップは、主力メンバーのケネル、ウィテカー、ワイアットに加え、復帰したロン・リドルとキーボードの新メンバーのデヴィッド・ローゼンタールで構成されていた。リドルは2002年に再び脱退し、ジョー・バーガミニが代わりに参加した。バンドは2004年に『ザ・ミューズ・アウェイクンズ』というタイトルの新しいアルバムをリリースした。ウィテカーとワイアットはその後、別のアルバム『Pedal Giant Animals』をリリースし、新しいバンド「オブリヴィオン・サン (Oblivion Sun)」を結成したが、ハッピー・ザ・マンの現在の状況は不明となっている。
フランク・ワイアットは、2023年1月に癌で亡くなった。

## メンバー

### 最新メンバー
- リック・ケネル (Rick Kennell) - ベース (1973年–1979年、2000年– )
- スタンリー・ウィテカー (Stanley Whitaker) - ギター、ボーカル (1973年–1979年、2000年– )
- ロン・リドル (Ron Riddle) - ドラム、オーケストレーション、キーボード (1977年–1978年、2000年–2002年、2024年- )
- マイク・ベック (Mike Beck) - ドラム、パーカッション (1973年-1977年、2024年- )

### 旧メンバー
- クリフ・フォートニー (Cliff Fortney) - ボーカル、フルート (1973年–1974年)
- デヴィッド・バッハ (David Bach) - キーボード (1973年)
- キット・ワトキンス (Kit Watkins) - キーボード (1973年–1979年)
- ダン・オーウェン (Dan Owen) - ボーカル (1974年–1975年)
- ココ・ルーセル (Coco Roussel) - ドラム (1978年–1979年)
- デヴィッド・ローゼンタール (David Rosenthal) - キーボード (2000年)
- ジョー・バーガミニ (Joe Bergamini) - ドラム (2002年–2024年)
- フランク・ワイアット (Frank Wyatt) - キーボード、サクソフォーン、フルート (1973年–1979年、2000年–2023年) ※2023年死去

## ディスコグラフィ

### スタジオ・アルバム
- 『ハッピー・ザ・マン』 - Happy the Man (1977年、Arista)
- 『クラフティー・ハンズ』 - Crafty Hands (1978年、Arista)
- 『ベター・レイト (サード)』 - 3rd - Better Late... (1990年、Wayside) ※1979年録音
- Beginnings (1990年、Wayside) ※1974年-1975年録音
- 『デス・クラウン』 - Death's Crown (1999年、Cuneiform) ※1974年&1976年録音
- 『ザ・ミューズ・アウェイクンズ』 - The Muse Awakens (2004年、Inside Out Music)

### ライブ・アルバム
- 『ライヴ』 - Live (1994年、Linden Music) ※1978年ライブ録音

### コンピレーション・アルバム
- Retrospective (1989年、East Side Digital)